# NGC 6194
NGC 6194 é uma galáxia elíptica (E-S0) localizada na direcção da constelação de Hercules. Possui uma declinação de +36° 12' 02" e uma ascensão recta de 16 horas, 36 minutos e 37,0 segundos.
A galáxia NGC 6194 foi descoberta em 27 de Abril de 1827 por John Herschel.